# Lihvarenje
Lihvarenje ili kamatarenje označava ponudu usluge uz svjesno iskorištavanje lošeg položaja stranke s kojom se sklapa ugovor. Lihvarenje može imati i zločinačke namjere i kao takvo imati pravne posljedice.

## Povijest
Pozajmljivanje novca ili stvari (posebno hrane ili sjemenja) uz obračunavanje kamatne stope je od strane kršćanske i islamske vjere iz raznih razloga ocijenjeno negativno: 
- sa stajališta morala, jer to znači iskorištavanje stanja svoga bližnjega
- sa stajališta filozofije i teologije, jer to je znači da novac koji je u biti neplodan kroz vrijeme (o kojim samo bog raspolaže) radi za davatelja kredita
- sa socio-ekonomskog stajališta, jer za osobe koje nisu u stanju vratiti dug, to znači njihovu propast.

Na temelju pojedinih starijih odredbi, kršćanska crkva je u 12. stoljeću zabranila općenito uzimanje kamata i nazivala sve one koji to prestupe kamatarima. 
Pri lihvarenju se polazi od posebne motivacije lihvara namjerne zlouporabe dane situacije osobe koju lihvari. Čini to svjesno i namjerno. Osobama koje koriste lihvarske kredite ili postaju žrtve lihvara lihvarstvo se čini u danom trenutku kao manje zlo od onog koje im prijeti, ako ne uđu u taj posao.

## Opasnosti lihvarskih kredita
- visoke kamate
- prikriveni visoki troškovi ili tzv. naknade
- uvjetovanje davanja pologa, zaloga, hipoteke, bjanko zadužnice...
- potpisivanje ovršnih isprava / nerazmjernih fiducija
- manipulacije kod obračuna kamata, uvećanja glavnice, nuđenje dodataka ugovoru ili novih ugovora /reprogram
- ugovaranje "novčane kazne" i sl.

prividni iznos kredita naznačen u ugovoru, a u stvarnosti manja isplata
- bez obećanih dodatnih, naknadnih isplata
- zaključenje prividne kupoprodaje kao osiguranje tražbine

## Posljedice lihvarskih kredita
- zbog enormno visokih kamata dužnik s vremenom nije u mogućnosti vratiti dug
- primjena raznih manipulacija i pritisaka na dužnika
- osjećaj bespomoći i beznađa
- gubitak pologa, stana, vozila i sl.
- teška kaznena djela, ubojstva
- samoubojstva

## Kazneno djelo
Lihvarenje je po zakonu kažnjivo i predviđena je kazna zatvora u slučaju ako se netko bavi lihvarenjem kao "djelatnošću".